# Phasia diversa
Phasia diversa är en tvåvingeart som först beskrevs av Daniel William Coquillett 1897.  Phasia diversa ingår i släktet Phasia och familjen parasitflugor. Inga underarter finns listade i Catalogue of Life.